# Hospital Real de Granada
L'Hospital Reial de Granada es un edifici situat en Granada, comunitat autònoma d'Andalusia, Espanya, en les proximitats dels Jardins del Triomf, entre els carrers Real de Cartuja, Ancha de Capuchinos i l'avinguda d'El Hospicio, sent aquesta última la d'accés a l'edifici. Actualment, és la seu del rectorat de la Universitat de Granada, de la Biblioteca Universitària i d'alguns dels serveis de gestió centrals.

## Introducció
Les manques sanitàries de la ciutat de Granada després de la seva conquesta pels Reis Catòlics en 1492, va portar a aquests a fundar un hospital de malalts i asil per a pobres. Per al seu emplaçament, es va triar un antic cementiri musulmà extramurs, a la rodalia de la Porta d'Elvira. La seva construcció s'inicia amb retard en 1511, interrompuda després de la mort de Ferran el Catòlic i reprenent-la en 1522 l'emperador Carles V. Comença a funcionar com a hospital en 1525, i és inaugurat en 1526 encara que inacabat, perquè li falta la decoració dels patis (excepte el de la Capella), les finestres, la portada i un bon nombre de treginats. La portada, obra d'Alonso de Mena, s'acaba en 1640. Les obres i remodelacions es perllonguen durant els segles xvi-xviii.

## L'edifici
És una obra eclèctica, on es barregen elements gòtics, renaixentistes i mudèjars, en la qual intervenen els més importants artistes del moment: Enrique Egas, qui es creu que és l'arquitecte del projecte, Pedro Machuca, Diego de Siloé, entre d'altres.
Egas repeteix l'esquema de l'hospital de Santa Cruz, prenent com a model l'hospital Major de Milà, obra de Filarete copiat per tot Europa a partir del segle xvi. L'edifici compta amb una planta de creu grega inscrita en un quadrat, en els angles del qual hi ha quatre patis simètrics, alçant-se en el creuer un cimbori. En alçat té dos pisos, però en l'angle sud-oest s'aixeca una altra tercera planta, oberta a l'exterior amb balconades coneguda com a Sala de Convalescents orientada als Jardins del Triomf. La seva façana principal presenta quatre finestres plateresques molt ornamentades, amb les inicials i emblemes dels fundadors i de l'Emperador. En el seu centre s'obre la portada, de pedra d'Elvira, realitzada en 1632, en la qual apareixen els símbols dels Reis Catòlics, jous i fletxes, una imatge de la Verge i als costats les figures orants dels Reis Catòlics realitzades per Alonso de Mena. En el frontó circular hi ha un escut de les armes reials, sostingut per l'àguila de Sant Joan. Per un ampli vestíbul s'accedeix a les diverses dependències de l'edifici. Té planta rectangular i es cobreix amb un sostre de fusta. La portada frontal ens introdueix a les crugies o naus i la constitueix un arc de mig punt, amb triple rosca que descansa sobre petites columnetes, emmarcat amb arrabà decorat amb boles. Les portes laterals ens porten als patis i a la planta superior o noble. El creuer —punt d'intersecció de les quatre naus— es divideix en dos, cosa inusual, ja que normalment aquest espai era únic per a les dues plantes. En la planta baixa es cobreix amb volta de nervis, i en la planta alta amb una cúpula cassetonada de fusta, reconstruïda després de l'incendi de 1549 i dissenyada per Melchor de Arroyo, amb l'aprovació de Diego de Siloé, sent aquests treballs dels més importants de la fusteria del segle xvi. Les naus de la planta baixa es cobreixen amb teginats, els capçals dels quals són de tipologia molt variada —gòtica, mudèjar i renaixentista—, i les del pis superior, amb armadures mudèjars.
Dels quatre patis projectats només els dos de l'esquerra es van acabar.

### El Pati dels Marbres
És el més ric, però només es va picar la part baixa, formada per vint arcs —cinc en cada costat— de mig punt sobre esveltes columnes, i entre els carcanyols, les inicials d'Isabel (Y) i Ferran (F), i en l'entaulament escuts i cartel·les dels Reis Catòlics i de Carles V, a més del jou i el feix de fletxes. És obra de Martín de Bolívar.

### El Pati de la Capella
Va ser acabat en 1536, com consta en la inscripció del pis superior del pati.
Presenta doble galeria formada per arcs de mig punt sobre columnes dòriques en la planta baixa i corínties en les superiors. Els emblemes i inicials són les mateixos que els del pati anterior, però sobre la cornisa apareix una inscripció que al·ludeix als Reis Catòlics i a Carles V. Consta de quatre portes centrades a cada costat, i una font en el centre molt posterior al projecte inicial. En el costat nord-oest existeix un pou, d'època desconeguda. El nom del pati ens recorda que aquí va estar la capella on hi havia un retaule de 1647 que guardava dins d'una creu la fusta del cep en què va estar pres sant Joan de Déu, de qui es conta que en l'incendi esdevingut en 1549 va participar en el salvament dels malalts.
Va ser declarat Monument Històric Artístic, per la qual cosa l'actual legislació li confereix la categoria de Bé d'Interès Cultural (B.I.C.).

## Història
Després de la Guerra de Granada, els Reis Catòlics decideixen escometre nombroses obres a la ciutat, convertint-la en l'últim gran nucli de l'arquitectura gòtica espanyola. Entre les obres destaquen la Capella Reial i l'Hospital Reial, que gràcies a una carta privilegi donada pels Reis Catòlics en Medina del Campo, el 15 de setembre de 1504, es va decidir la fundació de l'hospital, que substituiria a l'instal·lat en l'Alhambra en 1501. Al principi es va pensar situar-ho entre la Porta de Bib-rambla i la de Bibalmazán, però en 1511 es decideix edificar sobre una antiga ossera musulmana, la seva actual ubicació, ja que les exigències de l'època eren instal·lar els hospitals en llocs més sanejats i extramurs.
Al principi estava destinat a acollir malalts sifilítics, però des de 1536 tindria nous hostes: els bojos o innocents, a causa que es va tancar el Maristán (antic hospital musulmà situat en l'Albaicín, al costat de El Bañuelo). Més tard va ser destinat a la curació dels malalts del mal francès de tot Espanya.
Després de la Desamortització Espanyola de Mendizábal, en 1835, l'Hospital va passar a dependre de la Diputació Provincial, establint-se allí l'Asil d'ancians i la Casa de dements.
En 1961, l'Hospital Reial va ser comprat pel Ministeri d'Educació Nacional sent el seu estat de conservació pèssim. A partir d'aquest moment, la Direcció General de Belles Arts encarrega els treballs de restauració a l'arquitecte Francisco Prieto Moreno, dubtant-se si destinar-ho a albergar mostres de tapissos del Patrimoni Nacional o dedicar-ho a instal·lacions universitàries. La Universitat va fer llavors una proposta perquè albergués la Biblioteca Universitària, sense que per això deixés de destinar-se a museu i sala d'exposicions.
En 1971 va passar a ser part del Patrimoni universitari, succeint-se des de llavors, les labors de restauració i neteja. És en aquest moment quan es col·loquen davant de la façana els reixats procedents de l'Hospital de Sant Llàtzer. En 1978 l'arquitecte Francisco Jiménez Robles va redactar un nou projecte per adaptar l'edifici a les seves noves funcions com a seu del Rectorat, serveis Generals i Biblioteca Universitària. Finalment en la dècada dels vuitanta, continuen les labors de restauració que afecten principalment al cimbori, als sostres de les galeries altes del Pati dels Marbres i a l'aspecte urbà de l'exterior de l'edifici.